# 東革阿里屬
東革阿里屬（学名：Eurycoma；或譯「東葛阿里屬」）是苦木科之下的一個小分支，只有約四個物種，皆為開花植物。
原生於亞洲東南部的熱帶地區。所有物種皆為細小的常綠樹，
以螺旋狀排列的羽狀葉子。花小，但卻會生成大型的穗。

## 分類
- Eurycoma apiculata Benn.
- Eurycoma harmandiana Pierre
- Eurycoma latifolia Ridl.
- 東革阿里 Eurycoma longifolia Jack